# Kaplica Kościoła Ewangelicko-Metodystycznego we Wrocławiu
Kaplica Kościoła Ewangelicko-Metodystycznego we Wrocławiu – świątynia parafialna parafii Pokoju Bożego należąca do Kościoła Ewangelicko-Metodystycznego w RP mieszcząca się przy ul. Worcella 28a na Przedmieściu Oławskim we Wrocławiu.

## Historia
Kaplica przy dzisiejszej ulicy Worcella (do 1945 Paradiesstraße) we Wrocławiu została wybudowana w latach 1901–1902 według projektu mistrza murarskiego Alfreda Ubera dla Wolnego Zboru Reformowanego (niem. Freie reformierte Gemeinde), niewielkiej protestanckiej wspólnoty założonej we Wrocławiu w roku 1860 przez pochodzącego ze Szkocji kaznodzieję Daniela Edwarda. Wyznawcy tej wspólnoty nazywani także od nazwiska założyciela edwardianami aż do końca XIX w. używali do sprawowania swoich nabożeństw różnych wynajmowanych pomieszczeń. Na początku XX w., dzięki pomocy finansowej współwyznawców ze Szkocji, udało się im zebrać środki na budowę własnej świątyni oraz urządzenia mieszkania dla pastora i biura zboru w pobliskiej kamienicy. Kaplica została nazwana Kościołem Pokoju (niem. Friedenskirche).
W pierwszych dziesięcioleciach XX w. wspólnota edwardian we Wrocławiu zaczęła jednak stopniowo tracić wiernych i pojawiła się groźba zamknięcia kaplicy, a nawet jej wyburzenia. Ostatecznie w roku 1920 zdecydowano się sprzedać ją Episkopalnemu Kościołowi Metodystycznemu (niem. Bischöfliche Methodistische Kirche), jednemu z dwóch działających wówczas we Wrocławiu odłamów niemieckiego kościoła metodystycznego. Edwardianie dzięki życzliwości nowych właścicieli kaplicy nadal z niej korzystali aż do roku 1941, kiedy to wspólnota ta uległa całkowitemu zanikowi. W nocy z 25 na 26 czerwca 1928 roku z niewyjaśnionych przyczyn budynek kościoła zajął pożar, który poczynił znaczne szkody. 28 lipca 1929 roku „Kościół Pokoju” został ponownie poświęcony przez pastora dr. Friedricha Wilhelma Meyera.
W roku 1945 kaplicę przejęli polscy metodyści, którzy użytkują ją do dziś. Pierwsze powojenne nabożeństwo w częściowo uszkodzonej w wyniku działań wojennych kaplicy odbyło się na początku roku 1946. Kaplica została wyremontowana w latach 1946–1949 gdy pastorem był Mieczysław Ostrowski. W latach późniejszych wrocławscy metodyści użyczali ją także kilku niewielkim wspólnotom chrześcijańskim, które nie posiadały swoich świątyń. 
Zimą 1952 roku wybuchł pożar, który zniszczył część dachu kaplicy w efekcie działalność parafii została znacznie ograniczona. W nocy z 21 na 22 kwietnia 1985 roku kaplica została celowo podpalona. Zniszczeniu uległa część dachu, połacie półkolistego drewnianego sklepienia oraz część drewnianej empory. Zniszczenia te uniemożliwiły na pewien czas korzystanie z całego obiektu, wobec czego nabożeństwa urządzano tylko w kaplicy zimowej. Remont dachu po pożarze oraz odnowienie wnętrza kaplicy przeprowadził pastor ks. Janusz Olszański. 
12 lipca 1997 kaplica została zalana do wysokości ponad 150 cm w czasie powodzi tysiąclecia. Remont dachu i wnętrza kaplicy został ukończony wiosną 1999 roku. 18 kwietnia 1999 roku odbyła się uroczystość ponownego poświęcenia odnowionej po powodzi kaplicy.

## Architektura
Kaplica przy ul. Worcella zaprojektowana została w stylu neogotyckim nawiązującym do wzorców XIX-wiecznych angielskich kościołów protestanckich. Jest to jednocześnie najpóźniej wybudowana neogotycka świątynia we Wrocławiu. Wykonana jest z czerwonej cegły. Podobnie jak inne kaplice małych wspólnot protestanckich zbudowana została na podwórku kamienicy czynszowej. We wnętrzu tej kamienicy, zbudowanej w roku 1864, mieściło się także mieszkanie pastora. W wyniku szkód popowodziowych została ona rozebrana w roku 2002. 
Kaplica wrocławskich metodystów jest świątynią salową. Wnętrze z trzech stron obiega empora. Ołtarz wraz z amboną umieszczono w jednej linii. Posiadają one proste neogotyckie formy. Nawa kryta jest dachem dwuspadowym z więźbą widoczną we wnętrzu. Trójosiową fasadę kaplicy zdobią ostrołuczne okna doświetlające wnętrze, z których największe trójdzielne umieszczone w osi środkowej zwieńczone jest oślim grzbietem z czterolistną rozetą w środku. Wejście do kaplicy umieszczone jest w skrajnej lewej osi. Fasada zwieńczona jest uskokowym szczytem. Secesyjne detale zdobiące płyciny częściowo uległy zniszczeniu.